# Acadèmia de Belles Arts de Múnic

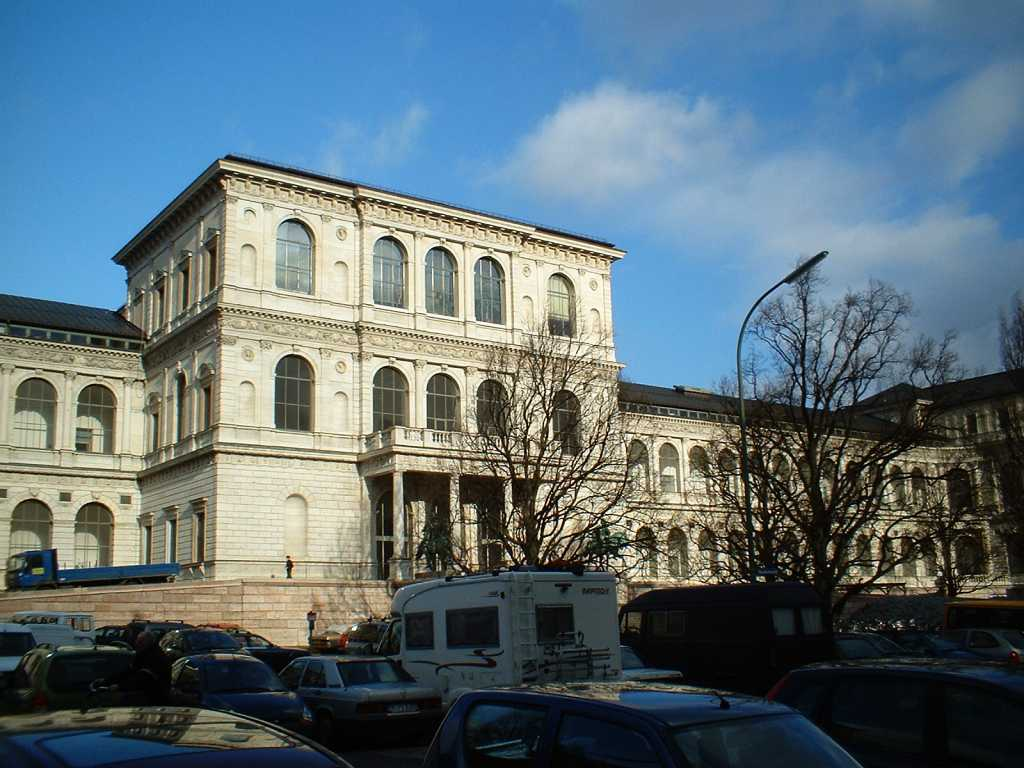
Acadèmia de Belles Arts de Múnic

L'Acadèmia de Belles Arts de Múnic (oficialment i en alemany: Akademie der Bildenden Künste München) va ser fundada el 1808 pel rei Maximilià I de Baviera a Múnic com a "Reial Acadèmia de Belles Arts". El nom de la institució va canviar el 1953 per l'actual. El 26 d'octubre de 2005 es va inaugurar un nou edifici i noves instal·lacions just al costat al costat de l'antic, que va ser construït entre 1874 i 1887 en estil renaixentista.

## Estudiants i professors notables
- Franz Ackermann (1984-1988)
- Lawrence Alma-Tadema
- Henry Alexander
- Cuno Amiet (1886-1888)
- Hermann Anschütz
- Anton Ažbe (1884-1885)
- Gyula Benczúr (1844-1920)
- Ignat Bednarik
- Albert Chmielowski
- Lovis Corinth (1880–1884)
- Georg von Hauberrisser
- Peter von Cornelius
- Thomas Demand
- Jean Deyrolle (1959–1967)
- Lothar Fischer (1952–1958)
- Günther Förg
- Herbjørn Gausta
- Aleksander Gierymski (1846-1874)
- Maksymilian Gierymski (1850-1901)
- Otto Greiner (1988–1991)
- Nicholaos Gysis (1842-1901)
- Hermann Helmer
- Jörg Immendorff (1984–1985)
- Vassili Kandinski
- Alfred Kubin (1899)
- Heinrich Kirchner
- Paul Klee (1900)
- Richard Lindner (1925–1927)
- Franz von Lenbach
- Ştefan Luchian
- Franz Marc (1900–1903)
- János Mattis-Teutsch
- Vadim Meller
- Willy Meller
- Josef Moroder-Lusenberg (1876-1880)
- Otto Mueller
- Adolfo Müller-Ury (1862-1947)
- Edvard Munch
- Elisabet Ney (1981–1989)
- Markus Oehlen (2002-)
- Paul Ondrusch
- Ulrike Ottinger (born 1942)
- Eduardo Paolozzi (1981–1989)
- Bruno Paul
- Sergius Pauser (1919–1924)
- Carl Theodor von Piloty
- Richard Riemerschmid (1888–1890)
- Franz Roubaud
- Karl Saltzmann (1896-)
- Sean Scully
- Karl Schorn (1847-1850)
- Johann Gottfried Steffan
- Franz von Stuck
- Yoshi Takahashi (1966–1969)
- Nicolae Tonitza
- Jacob Ungerer (1890 - 1920)
- Lascăr Vorel
- Alexander von Wagner (1869 - 1910)
- Hans-Peter Zimmer
- Gerd Winner
- Peter von Hess